# 夕陽の約束
「夕陽の約束」（ゆうひのやくそく）は、AiMの17枚目のシングル。

## 収録曲
1. 夕陽の約束 (4:22)
作詞:泉川そら、作曲:泉川そら、編曲:阿部靖広
「デジモンテイマーズ 暴走デジモン特急」主題歌。
牧野留姫の声優、折笠富美子が歌ったバージョンも存在する。
2. My place
通常盤のみ収録。
3. 夕陽の約束(Instrumental) (4:22)

## 収録アルバム
- デジモンテイマーズ シングルベストパレード (#1、牧野留姫(声:折笠富美子)バージョン)
- デジモン挿入歌ワンダーベストエボリューション (#1、BDT Size)
- 15 (#1)
- DIGIMON MOVIE SONG COLLECTION (#1、牧野留姫(声:折笠富美子)バージョンとサンセットパレードバージョン)